# Euthalia verena
Euthalia verena är en fjärilsart som beskrevs av Hans Fruhstorfer 1913. Euthalia verena ingår i släktet Euthalia och familjen praktfjärilar. Inga underarter finns listade i Catalogue of Life.